# Thea Sharrock
Thea Sharrock (Londres, 1976) es una directora de cine y teatro británica. En 2001 se desempeñó como directora artística de la compañía Southwark Playhouse, convirtiéndose en la directora artística de teatro más joven de Inglaterra.

## Carrera

### Teatro
Después de dejar Oxford, antes de terminar su carrera, Sharrock tomó el curso de directores en el Royal National Theatre, y trabajó como asistente de dirección en varias producciones en los teatros de Londres y de gira. En el verano de 2000 ganó el Premio James Menzies Kitchin Trust (JMK), que le permitió montar una producción de Top Girls en el Battersea Arts Center. El espectáculo fue un éxito y recorrió el Reino Unido dos veces.
Comenzó su período de tres años en Southwark Playhouse en enero de 2001. Además de trabajar en Playhouse, se desempeñó como directora asociada en la larga producción del West End de 'Art', dirigió obras para el Royal National Theatre y para el English Touring Theatre, y comenzó su asociación con la compañía de Peter Hall. Sharrock dejó el Southwark Playhouse a finales de 2003 y se convirtió en directora artística en el Gate Theatre en agosto de 2004. Dejó este cargo en 2006.
Su producción de Cloud Nine fue presentada en el Teatro Almeida del 31 de octubre al 8 de diciembre de 2007. En 2008 dirigió Happy Now? en el National Theatre, antes de llevar su obra Equus a Nueva York en 2008 con Daniel Radcliffe haciendo su debut en Broadway. En 2009, dirigió una producción As You Like It en el Shakespeare's Globe.
En 2010 dirigió una versión de The Misanthrope de Moliere en el Comedy Theatre con los actores Keira Knightley y Damian Lewis. También en 2010, dirigió a Benedict Cumberbatch en After the Dance de Terence Rattigan.

### Cine
El debut en la dirección de cine de Sharrock fue la película Me Before You, una adaptación de la novela del mismo nombre, protagonizada por Emilia Clarke en 2016. La película fue un éxito, recaudando $207 millones de dólares en todo el mundo.